# 会厌清擦音
清會厭擦音（voiceless epiglottal fricative）是輔音的一種，用於一些口語中。清會厭擦音在國際音標的符號是⟨ʜ⟩，X-SAMPA音標的符號則是⟨H\⟩。

## 特徵
清會厭擦音的特徵：
- 調音方法是摩擦，表示氣流通過位於調音部位的狹窄通道，發生湍流。

- 調音部位是會厭，即是以杓狀會厭襞接觸會厭來調音。

- 發聲類型是清音，意味着發音時聲帶並不顫動。
- 本輔音是口腔輔音（口音），表示調音時空氣只從口裡流出。
- 本輔音為中央輔音，調音時氣流在口腔的中央流過舌面，而不從兩側流過。
- 氣流機制是肺部氣流，即由肺與橫膈膜驱动空气。

## 该音见于语言中
| 语言     | 词语  | IPA     | 意义 |
| -------- | ----- | ------- | ---- |
| 达哈罗语 |       | [ʜaːɗo] | 箭   |
| 阿古尔语 |       | [mɛʜ]   | 乳清 |
| 海达语   | x̱ants | [ʜʌnts] | 影子 |

## 代表符號
清會厭擦音的代表符號ʜ是H的小型大写字母，其外形與西里尔字母的н相近，看起來幾乎相同，但他們兩個符號毫無關聯。
ʜ的Unicode代码为U+029C，十進制編碼為668，因此“&#668;”可以表達此字元。